# Loi sur la langue officielle (Québec)
Pour les articles homonymes, voir Loi sur la langue officielle.
Lire en ligne

texte intégral

La Loi sur la langue officielle ou loi 22 est adoptée le 30 juillet 1974 par l'Assemblée nationale du Québec, et sanctionnée le 31 juillet 1974, sous le gouvernement libéral de Robert Bourassa. C'est une réponse aux problèmes et aux insatisfactions engendrés par la loi 63, qu'elle annule et remplace, et qui avait été votée cinq ans plus tôt sous le gouvernement de l'Union nationale de Jean-Jacques Bertrand. Elle s'inspire largement des recommandations faites par la Commission d'enquête sur la situation de la langue française et des droits linguistiques au Québec, dont le rapport est déposé en 1972.
Forte de 123 articles, la loi 22 réglemente l'usage de la langue française et de la langue anglaise dans cinq secteurs névralgiques: l'administration, l'entreprise d'intérêt public, les professions, le travail et les affaires et enfin, l'enseignement. Elle fait, pour la première fois dans l'histoire du Québec, de la langue française la langue officielle de l'État. Elle tente notamment de résoudre l'épineux problème de l'accès à l'école anglaise, mais les difficultés soulevées par la mise en application du controversé « chapitre V », dédié à la langue d'enseignement, la minent dès le départ: ses dispositions déplaisent à presque tous les acteurs du conflit linguistique, aux francophones aussi bien qu'aux anglophones et aux allophones.
Les vertus de la loi 22 sont oblitérées par la question de l'accès à l'école anglaise: voyant sa loi contestée de toutes parts, Robert Bourassa déclenche des élections anticipées à l'automne 1976. Celles-ci prennent vite les allures d'un référendum sur la loi 22. Boudé par les électeurs anglophones et allophones, soit son appui traditionnel, le Parti libéral du Québec est balayé par le Parti québécois qui accède au pouvoir en 1976. Celui-ci aura tôt fait de remplacer la loi 22 par la loi 101, c'est-à-dire la Charte de la langue française.

## Contexte

### Les ratés de la loi 63
La Loi pour promouvoir la langue française au Québec ou loi 63, adoptée en 1969 sous le gouvernement de l'Union nationale, avait satisfait les lobbys anglophones et allophones en marquant le libre-choix de la langue d'enseignement du sceau de la loi, mais elle n'avait pas satisfait les aspirations de la majorité francophone, qui avait pris conscience de la menace démographique qui pesait sur la langue française durant les événements de la Crise de Saint-Léonard. L'anglicisation de l'enseignement public à Montréal n'avait pas cessé sa progression sous le règne de la loi 63. Les programmes «incitatifs » de francisation des immigrants prévus par la loi n'avaient pas renversé la tendance massive des allophones à inscrire leurs enfants à l'école anglaise: durant l'année scolaire 1973-1974, 88,6 % de ceux-ci fréquentèrent l'école anglaise et la proportion totale de la population scolaire de Montréal inscrite à l'école anglaise passait de 36,8 % en 1970 à 40,3 % en 1974. Entre 1969 et 1972, les écoles de la CÉCM (Commission des Écoles Catholiques de Montréal) rajoutaient 253 classes anglaises, mais perdaient 612 classes françaises et des professeurs étaient mis à pied. Face à cet échec, le Mouvement Québec français (MQF) fut créé en 1971 dans le but explicite de faire abroger la loi 63 et d'élever le français au rang de seule langue officielle du Québec; le MQF sera par la suite un acteur déterminant de la politique linguistique au Québec.
Conscient des insatisfactions reliées à cette situation, le Ministère de l'Éducation adopte en 1971 le règlement 6, qui cherche à préciser le critère de la « connaissance d'usage de la langue française » prévu par la loi 63 pour les élèves de l'école anglaise. Le règlement imposait six années d'apprentissage du français langue seconde à l'école primaire, suivies de cinq autres années à l'école secondaire. De plus, un examen oral et un examen écrit devaient être réussis afin d'obtenir son diplôme d'études secondaires (DES). Cela ne convainquit cependant pas les nationalistes, dont certains craignaient un effet pervers possible du règlement 6, qui pourrait rendre l'école anglaise encore plus attrayante aux yeux de ces allophones désireux que leurs enfants apprennent aussi le français.

### La Commission Gendron
Le 31 décembre 1972, la Commission d'enquête sur la situation de la langue française et des droits linguistiques au Québec (ci-après « la Commission »), présidée par le linguiste Jean-Denis Gendron, remet son rapport en trois volumes: Livre I, la Langue de travail, Livre II, Les droits linguistiques et Livre III, Les groupes ethniques. C'est l'ensemble de la situation linguistique au Québec qui est analysée de manière exhaustive. La Commission a pour mandat de « faire enquête et rapport sur la situation du français comme langue d'usage au Québec, et [...] recommander les mesures propres à assurer: les droits linguistiques de la majorité aussi bien que la protection des droits de la minorité et le plein épanouissement et la diffusion de la langue française au Québec dans tous les secteurs d'activité, à la fois sur les plans éducatif, culturel, social et économique. » 
Certains constats de la Commission sont lourds de sens : même si elle écarte le risque d'une minorisation démographique des francophones au Québec, elle constate que la langue de la majorité a en fait le statut d'une langue minoritaire : « Il ressort », écrivent les commissaires, « que si le français n'est pas en voie de disparition chez les francophones, ce n'est pas non plus la langue prédominante sur le marché du travail québécois. Le français n'apparaît utile qu'aux francophones. Au Québec même, c'est somme toute une langue marginale, puisque les non-francophones en ont fort peu besoin, et que bon nombre de francophones, dans les tâches importantes, utilisent autant, et parfois plus l'anglais que leur langue maternelle. Et cela, bien que les francophones, au Québec, soient fortement majoritaires, tant dans la main-d'œuvre que dans la population totale.» 
Comme la « langue prédominante» sur le marché du travail est l'anglais, cela se répercute sur les choix d'intégration des immigrants: en particulier, du moins sur l'île de Montréal, sur le choix de la langue d'enseignement. Confirmant les tendances remarquées depuis plusieurs années par les milieux nationalistes, la Commission écrit que les immigrants « qu'ils viennent de pays anglophones ou non » ont tendance, « si possible », à « choisir l'anglais comme principale langue d'enseignement pour leurs enfants, et à s'intégrer eux-mêmes à la minorité anglophone plutôt qu'à la majorité francophone.» 
Afin d'atteindre ses objectifs « d'assurer » le « plein épanouissement de la langue française » au Québec, la Commission privilégie les solutions symboliques et les mesures incitatives. Plusieurs de ses recommandations seront reprises par le gouvernement libéral dans sa loi 22. Parmi celles-ci, la Commission « recommande au gouvernement québécois de proclamer immédiatement le français langue officielle du Québec [...] sans porter atteinte au caractère particulier de langues publiques fédérales dont jouissent le français et l'anglais.» Elle recommande de même l'implantation d'une législation « pour faire du français une langue de communication utile et nécessaire dans les milieux de travail », sans toutefois préciser aucune forme de programme à même de réaliser cet objectif de « francisation », ni aucune forme de reddition de comptes pour les entreprises.
En ce qui concerne la langue d'enseignement, la Commission refuse de remettre en question le principe du « libre-choix » et les dispositions de la loi 63. Elle décourage les méthodes coercitives pour forcer les immigrants à envoyer leurs enfants à l'école française et prescrit l'attentisme: « Il faut à tout prix éviter », lit-on dans le livre III du rapport, « une nouvelle crise de Saint-Léonard. Il y a des situations où la décision de ne pas agir constitue la solution positive par rapport à l'intervention trop hâtive. » La Commission se contente de recommander au gouvernement « d'exiger que tous les élèves des écoles anglophones acquièrent une connaissance approfondie du français, dès le plus bas âge possible, et que tous les élèves des écoles francophones acquièrent une égale connaissance de l'anglais, dès le plus bas âge possible » : autrement dit, que des cours d'anglais et de français langues secondes soient implantés dans les écoles anglaises et françaises. C'était justement l'objectif du règlement 6 du Parti libéral du Québec.
On aura donc décidé de ne pas suivre les recommandations de la CÉCM qui, dans son propre rapport remis à la Commission Gendron, proposait un critère restrictif de fréquentation de l'école anglaise : « Pour être admis à l'école anglaise, le nouvel arrivé devrait subir avec succès, un test d'aptitude dans cette langue, test qui varierait, bien entendu, selon l'âge du candidat et du degré scolaire fréquenté dans le pays ou la province d'origine. En d'autres mots, nous acceptons que le Québec offre un enseignement aux immigrants dans la langue qui sert de véhicule à l'une ou l'autre culture. Si, cependant, le nouvel arrivé ne possède ni le français ni l'anglais, nous suggérons d'appliquer le principe du français prioritaire. » Ce principe, que l'on appellera bientôt celui de la « connaissance suffisante », se retrouvera presque que tel quel, quatre ans plus tard, dans le chapitre V de la loi 22.
Si la Commission Gendron ne recommande pas la coercition étatique en ce qui concerne la langue d'enseignement, elle n'en exclut cependant pas entièrement la possibilité, advenant le cas où, après trois à cinq ans d'implantation, ses recommandations s'avéreraient inopérantes. C'est dans l'optique de préserver la paix sociale (afin d'empêcher un « nouveau Saint-Léonard ») et non pour des raisons juridiques qu'elle privilégie la méthode douce. La Commission écrit en ce sens:    

« « Il se pourrait qu'en s'engageant dans cette voie [i.e., la voie « coercitive »], l'Assemblée nationale en vienne à réexaminer la faculté que certains immigrants prétendent avoir de choisir entre l'école francophone et l'école anglophone pour l'instruction de leurs enfants. Précisons qu'en termes juridiques et constitutionnels et d'après l'analyse hohfeldienne, il n'y a là, en fait, ni « droit », ni « droit acquis », mais bel et bien un « privilège » susceptible de restriction, de limitation et d'abolition par le corps législatif du Québec, si celui-ci jugeait une telle mesure appropriée ou nécessaire pour le bien public. » »

Comme il fallait s'y attendre, le rapport de la Commission Gendron est bien reçu par la communauté anglophone de Montréal, mais bien plus froidement par les milieux nationalistes et francophones, qui déplorent ce qu'ils voient comme une timidité excessive. Le MQF qualifie ses recommandations de « froussardes »et René Lévesque les qualifie de « cheval de Troie »  à la pénétration de l'anglais. Confronté à cette humeur francophone très critique, Jean-Denis Gendron lui-même fait volte-face. Il déclare aux médias, après la remise de son rapport toutefois, qu'il vaudrait finalement mieux abroger la loi 63 et obliger les immigrants à envoyer leurs enfants à l'école française.

## Déroulement
L'inadéquation de la loi 63 et les débats déclenchés par la remise du rapport Gendron font comprendre à Robert Bourassa que le temps d'agir est venu. Il faut rouvrir le dossier de la politique linguistique. Mais la position du premier ministre est inconfortable, il est pris entre deux feux. D'un côté, le Parti québécois, qui a derrière lui une opinion publique francophone exigeant des mesures costaudes en matières linguistiques, ne cesse de gagner du terrain: aux élections d'octobre 1973, il a remporté 44,5 % des suffrages dans les circonscriptions francophones de Montréal. La pression publique pour l'abrogation de la loi 63 et le renforcement de la politique linguistique est énorme; mais de l'autre côté, les anglophones et les allophones, généralement opposés à l'idée même de législation linguistique, constituent de 25 % à 30 % de l'électorat du Parti libéral. Enfin, les patrons anglophones qui dominent l'économie montréalaise (dont la Banque Royale, la Banque de Montréal, le Trust Royal et Molson) l'ont clairement averti, lors de rencontres en coulisse, qu'il y aurait un « exode de sièges sociaux » s'il osait aller au-delà de changements cosmétiques à loi 63.
On tentera donc de ménager la chèvre et le chou. Mais, dans les mots de l'historien Marc Levine, « dans sa volonté de trouver un terrain d'entente Bourassa courra droit à la catastrophe politique. »

### Ballons d'essais et premières réactions
Bien qu'il marche sur des œufs, Bourassa prépare son projet de loi en vase clos. Outre son ministre de l'éducation François Cloutier, il consulte à peine son propre Conseil des ministres. Bientôt, différents ballons d'essai sont lancés dans l'espace public: on considère, en particulier, encourager l'usage du français au travail par l'octroi de « certificats de francisation », abroger la loi 63 et, suivant la recommandation de la CÉCM, réglementer l'accès à l'école anglaise par des tests de compétence linguistique.
L'idée d'intervenir dans la langue des affaires et du travail par l'octroi de certificats de francisation aux entreprises déplaît tout particulièrement aux patrons anglophones. Le Board of Trade de Montréal indique dans son mémoire déposé au cours des consultations sur le projet de loi 22: « Le Board est opposé à l'instauration de certificats de « francisation »  prévue dans le projet de loi à cause du risque élevé de discrimination et d'arbitraire. Si les certificats sont institués, ils ne devraient servir que pour permettre à leurs titulaires d'être admissibles à des subventions [...]. Le Board réaffirme que les mesures volontaires plutôt que la coercition sont plus susceptibles d'accélérer le progrès déjà réalisé dans l'augmentation de la participation des francophones à tous les niveaux de l'entreprise au Québec». Sur ce point, la loi 22 suivra l'opinion patronale.
L'idée de soumettre les élèves à des tests linguistiques avant de leur accorder le droit de fréquenter l'école anglaise fait bondir la presse anglophone: ce serait, dit le Montreal Star, « une intrusion de l'État dans les choix personnels et les libertés individuelles[réf. incomplète] ». La communauté juive de Montréal, de son côté, se sent menacée dans ses droits. L'écrivaine Erna Paris dira quelques années plus tard qu'en adoptant la loi 22, le gouvernement libéral a rompu le pacte traditionnel entre l'État québécois et la communauté juive. « The years of easy living came abruptly to an end », écrira-t-elle. Le 2 avril 1973, le Congrès juif canadien fait parvenir un communiqué au premier ministre: il est d'avis qu'il faut non pas légiférer sur l'usage de la langue, mais créer une Charte des droits protégeant le droit de vivre en anglais. S'associant à la communauté anglophone, le Conseil écrit: « The anglophone community does have acquired rights and its continued ability to work and live in this language should not be subject to the whims and disposition of the Government of the day, but should be enshrined in a bill of rights».
La communauté italienne prend, pour sa part, une position différente: elle ne se prononce pas contre l'idée d'une législation linguistique plus coercitive que la loi 63, à condition qu'elle s'applique également à tous et qu'elle respecte les « droits acquis » de ceux qui vivent, travaillent et étudient en anglais avant l'adoption de la loi. C'est du moins l'avis de Pietro Rizzuto, porte-parole de la Fédération des Associations Italiennes du Québec (FAIQ) qui se déclare (dans les mots de D.J. Taddeo et R.C. Taras) « d'accord pour accepter des mesures coercitives à condition qu'elles s'appliquent à tous. Cela revenait à dire que les anglophones devaient recevoir le même traitement, sans privilèges, que les communautés ethniques.» La solution est impossible à envisager pour le Parti libéral, dont les anglophones forment la base électorale.
Les « ballons d'essais » lancés par le gouvernement sèment la confusion et soulèvent plus de questions qu'ils n'apportent de réponses. Le concept de tests linguistiques, en particulier, suscite grand nombre de critiques. Selon le constitutionnaliste Michel Lebel, « durant les débats qui ont entouré l'adoption de cette loi, à peu près tous les groupes de pression tant francophones qu'anglophones, ont demandé que la question de la langue d'enseignement soit réglée dans la loi même et non par règlement, dans un texte clair où la volonté du législateur se manifesterait sans ambiguïté. Ceci ne fut pas fait, mais on peut conclure que cette loi linguistique préparait le terrain à une politique prévoyant que les enfants des immigrants, quel que soit leur pays d'origine, auraient à fréquenter obligatoirement l'école de langue française.»  
Ce sera plutôt l'œuvre de la loi 101.

### Dépôt et contenu de la loi 22
Le gouvernement libéral fait la sourde oreille aux critiques et décide de foncer: il dépose son projet de loi le 22 mai 1974. La Loi sur la langue officielle, dont les 123 articles cherchent à réglementer l'usage de la langue française dans cinq secteurs clés de la vie sociale, l'administration, l'entreprise publique, les professions, les affaires et l'enseignement, met fin à l'égalité officielle de l'anglais et du français au Québec, qui était un état de fait existant depuis la création de la confédération canadienne en 1867.
La rhétorique du préambule est ambitieuse: il déclare la langue française « patrimoine national » que le gouvernement du Québec aurait pour responsabilité de « préserver » et de rendre « prééminente ». À cette fin, le préambule affirme que la langue française doit devenir la « langue de communication courante » de l'administration publique, des entreprises d'utilité publique et des professions, du travail, du monde des affaires (directions, raisons sociales, affichage, contrats). Quant à la langue d'enseignement, le préambule affirme qu'il importe d'en préciser le « statut ». Afin de consacrer cette « prééminence » souhaitée du français, l'article 1 de la loi déclare d'entrée de jeu: « Le français est la langue officielle du Québec ». Cela aura désormais pour conséquence, en particulier, que le texte français des lois du Québec prévaudra sur le texte anglais, en cas de divergence (titre II, article 2).
La Loi sur la langue officielle est divisée en 5  « titres » eux-mêmes divisés, le cas échéant, en « chapitres ».

#### Titre I
On y consacre le français comme langue officielle du Québec.

#### Titre II
On y énumère des  « dispositions d'ordre général ».

#### Titre III
On y précise le « statut de la langue officielle ». Ce titre contient le gros des dispositions de la loi qui seront contestées.

##### Chapitre I
Ce chapitre concerne la langue de l'administration publique.
- 12 articles (6-17) y consacrent le français comme langue officielle des textes et documents « émanant de l'administration publique » (article 6), comme langue de communication de l'administration publique avec les autres gouvernements du Canada et avec les personnes morales (article 10), langue de désignation des organismes gouvernementaux (article 11) et langue de communication interne de l'administration publique (article 12).
- L'article 14 oblige tout employé de l'administration publique à une « connaissance appropriée » de la langue officielle selon l'emploi pour lequel il postule.
- Les autres articles spécifient dans quelle mesure l'anglais est permis dans l'administration publique: pour l'essentiel, il peut (mais doit en ce qui concerne les jugements prononcés par le tribunaux) accompagner les communications en français, quoique celles-ci soient seules à posséder un statut« authentique » (article 8). Les particuliers conservent le droit de communiquer avec l'administration publique dans la langue de leur choix (article 10).

##### Chapitre II
Ce chapitre réglemente la langue des entreprises d'utilité publique et des professions.
- Elles doivent « faire en sorte que leurs services soient offerts au public dans la langue officielle », utiliser cette langue dans leurs communications avec l'administration publique et émettre leurs documents destinés au public dans cette langue; ceux-ci peuvent être accompagnés d'une version anglaise (articles 18, 19, 20).
- Les articles 20 à 23 prévoient que nulle corporation professionnelle ne peut émettre de permis à une personne n'ayant pas une « connaissance d'usage » de la langue française, sauf certaines exceptions prévues dans la loi.

##### Chapitre III
Ce chapitre porte sur la langue du travail.
- Les employeurs doivent utiliser le français dans leurs avis, leurs communications et leurs directives au personnel; mais ceux-ci peuvent être accompagnés de versions anglaises lorsque le personnel est « en partie » de langue anglaise (article 24). L'article 25 fait du français « la langue des relations du travail, dans la mesure et suivant les modalités prévues au Code du travail » (article 25).
- Afin que l'article 25 ne reste pas lettre morte, l'article 26 donne au lieutenant-gouverneur le pouvoir d'émettre, par règlement, des certificats aux entreprises attestant qu'elles ont adopté et appliquent un programme de francisation. La Régie de la langue française (qui remplace l'Office québécois de la langue française) peut demander d'une entreprise qui n'en a pas d'établir un programme de francisation (article 27): à défaut de quoi, celle-ci perd son droit de recevoir de l'administration publique des subventions ou des contrats (article 28). Ces programmes tiennent compte de la « situation et de la structure de chaque entreprise » et doivent porter sur la connaissance de la langue officielle des dirigeants et du personnel, la « présence francophone dans l'établissement» , la langue des documents internes et la terminologie employée (article 29).

##### Chapitre IV
Ce chapitre porte sur la langue des affaires.
- Les articles 30 à 32 balisent la langue des raisons sociales: afin d'obtenir la personnalité juridique, les sociétés doivent se donner une raison sociale en français, bien qu'une version anglaise puisse l'accompagner, à condition que la première, dans les textes et documents, figure « d'une manière aussi avantageuse que les versions anglaises ».
- L'article 33 stipulent que les contrats, bons de commande, factures et reçus doivent être rédigés en français, sauf si le client exige une version anglaise; en cas de contradiction entre une version française et anglaise, la première prévaut.
- L'article 34 porte sur l'étiquetage des produits: celui-ci doit se faire en français « sauf dans la mesure prévue par les règlements »: il prévoit aussi la possibilité de poursuites sommaires par le procureur général et des amendes en cas d'infraction.
- Les articles 35 à 38 déclarent que la langue de l'affichage public est le français « ou à la fois le français et une autre langue ». Cela vaut également pour les annonces publicitaires, les panneaux-réclame et les enseignes lumineuses, mais ne s'applique pas aux journaux ou périodiques publiés dans une autre langue que le français (article 36). Des pouvoirs sont donnés au procureur général d'ordonner, aux frais des intimés, la destruction de moyens d'affichage ne respectant pas la loi (article 38).

##### Chapitre V
Ce chapitre porte sur la langue d'enseignement.
- Il comporte cinq articles qui établissent, pour l'essentiel, les trois principes suivants:

1. Les élèves doivent « connaître suffisamment » la langue d'enseignement pour recevoir l'enseignement dans cette langue: à défaut de quoi, l'enseignement reçu est par défaut en langue française (article 41). Il appartient à chaque commission scolaire de déterminer cette « connaissance suffisante » et dans quel secteur l'élève doit être intégré (article 42), mais le Ministère de l'Éducation se réserve le droit d'imposer des tests afin de la vérifier chez l'élève (article 43).
2. L'article 44 stipule que les programmes d'étude doivent assurer la « connaissance de la langue française, parlée et écrite », aux élèves qui reçoivent l'enseignement en anglais.
3. L'article 40 exclut la Commission scolaire du Nouveau-Québec dont les langues d'enseignement sont « indiennes » et inuites du domaine d'application du chapitre V, et contingente l'enseignement donné en anglais en le réservant, lorsqu'il y a croissance démographique dans une école donnée, aux élèves de langue maternelle anglaise. L'autorisation du ministre de l'Éducation doit être aussi donnée à cette fin.

##### Chapitre VI
Ce chapitre contient des « dispositions diverses » (articles 45-48).

#### Titre IV
On y fixe les mécanismes de contrôle et d'exécution de la loi.

##### Chapitre I
Ce chapitre contient les articles 49 à 53. Il donne au ministre la responsabilité de développer la recherche en matière linguistique au Québec et au lieutenant-gouverneur le pouvoir d'instituer des commissions de terminologie.

##### Chapitre II
Ce chapitre contient les articles 54 à 77. Il crée et définit les fonctions (section I), la composition et les activités (section II) de la Régie de la langue française, qui prend la relève de l'Office québécois de la langue française (OQLF).

##### Chapitre III
Ce chapitre contient les articles 78 à 99. Il détermine la nature des enquêtes dont la responsabilité incombe à la Régie. Les compétences et les pouvoirs des commissaires-enquêteurs y sont énumérés.

#### Titre V
Contient les articles 100 à 123. On y trouve les « dispositions finales » de la loi. Le titre est suivi de trois annexes.

### Débats et adoption de la loi 22
Le dépôt de la loi à l'Assemblée nationale crée des débats houleux, autant à l'intérieur qu'à l'extérieur de l'enceinte parlementaire. Les anglophones sont sidérés par les dispositions du chapitre V, qui mettent fin au règne inconditionnel du « libre-choix » que consacrait la loi 63, pour le remplacer par une sorte de libre-choix conditionnel à la « connaissance suffisante » de la langue. Le pouvoir discrétionnaire laissé au Ministère de l'Éducation, qui se réserve le droit d'imposer des tests de langue, ouvrirait à leur avis la porte aux « abus extrémistes ». The Gazette écrit le 22 mai 1974 : « Par ce projet de loi, les anglophones perdraient le droit à l'enseignement anglais, droit établi par la coutume et la tradition. L'enseignement en anglais deviendrait plutôt un privilège réservé à un petit nombre. Il s'agit d'une loi qui régit non par le droit, mais par décret[réf. incomplète]». Le député Kenneth Fraser pousse la rhétorique jusqu'au bout et ne résiste pas à la tentation de la reductio ad hitlerium: « On voit la même chose que ce que les nazis ont fait en Allemagne quand ils ont empêché les Juifs d'aller à l'école[réf. incomplète] ». La Commission des Écoles Protestantes du Grand Montréal (CEPGM) demande au gouvernement de Bourassa de retirer son projet de loi qui lèserait les droits fondamentaux et mènerait à la catastrophe pour les écoles anglaises, au nom d'une vision exagérée du déclin du français.
La FAIQ, qui se déclare en accord avec les objectifs fondamentaux de la loi, dénonce cependant les dispositions « discriminatoires » du chapitre V, déplorant qu'on ne reconnaisse pas de « droits acquis » pour les enfants italiens déjà inscrits à l'école anglaise. L'octroi de tests possède, à son avis, un potentiel traumatique puisque cela pourrait mener, entre autres, à diviser les familles selon la langue d'enseignement si tous les enfants d'une même famille ne les réussissent pas également.
Les nationalistes et un grand nombre de francophones rejettent pareillement, mais pour des raisons opposées, le projet de loi. La forte symbolique de l'article 1, qui consacre le français « langue officielle » du Québec, ne change pas le fait que la loi est très loin de la philosophie « unilinguiste » défendue par plusieurs de ceux-ci. Comme l'écrit Marc Levine, « Malgré la rhétorique audacieuse de la promotion du français, il y avait une bonne dose de bilinguisme tout au long du projet de loi. » Les programmes de francisation administrés par la Régie de la langue française font l'effet d'un écran de fumée. La loi ne précise nulle part l'application, la vérification et la réalisation de ces programmes, articulés autour de concepts flous comme « la connaissance de la langue », la « présence francophone » ou « l'adaptation » à la « situation et la structure » des entreprises: on craint que la Régie ne fasse une interprétation très large, c'est-à-dire indulgente des dispositions de la loi afin de ne pas incommoder les grandes sociétés anglophones. Les dispositions sur la langue d'enseignement ne trouvent pas non plus grâce aux yeux nationalistes. Le MQF, en particulier, déplore le pouvoir discrétionnaire laissé aux commissions scolaires et dénonce ce qu'il voit comme une concession au bilinguisme: l'école anglaise devrait plutôt être déclarée un privilège réservé aux « authentiques » anglophones. Le MQF incite les Québécois à « s'unir d'une seule voix pour protester vigoureusement contre cette trahison hypocrite contre nos droits les plus sacrés. »
Les événements se précipitent: le 21 octobre, le MQF organise une manifestation à Québec qui réunit 15 000 personnes pour protester contre la loi. Le Parti québécois fait de l'obstruction parlementaire et des protestataires s'enchaînent dans la galerie des visiteurs du parlement de Québec afin d'interrompre les débats. De l'autre côté, les députés anglophones et plusieurs députés francophones du Parti libéral entrent en dissidence contre leur chef.
Alors que la loi 63 satisfaisait à tout le moins les anglophones et les allophones, le projet de loi 22, qui vise paradoxalement à la remplacer pour rétablir la paix linguistique, déplaît à tout le monde. Mais qu'à cela ne tienne: Bourassa persiste. Il est convaincu que sa loi correspond à l'opinion générale et que les critiques ne sont le fait que d'une minorité d'extrémistes bruyants des deux côtés. Selon Marc Levine, « Bourassa croyait sincèrement que l'opposition au projet de loi 22 provenait d'une minorité d'extrémistes et que la majorité silencieuse se rallierait à lui. Il considérait le projet de loi 22 comme le juste milieu sur la question de la langue, à mi-chemin entre les revendications des « orangistes » anglophones et des « séparatistes » du Parti québécois. Les protestations n'étaient qu'une passade, pensait-il. » Bourassa se figure viser, avec la Loi 22, un « juste milieu » correspondant à la solution la plus raisonnable au conflit linguistique. Mais sa lecture de la situation est erronée. « Dans les faits » rajoute Levine, « il n'existait pas de juste milieu; Bourassa avait proposé une loi qui se situait entre les deux pôles d'une opinion publique représentant deux visions irréconciliables. »
Profitant de sa forte majorité parlementaire, Bourassa réclame la clôture des débats et le 30 juillet 1974, la loi 22 est adoptée à 92 voix contre 10.

### Les ratés de la loi 22
Les événements vont rapidement donner raison au pessimisme des critiques de la loi 22, qui va achopper sur la question de la langue d'enseignement. Tout d'abord, on a prévu une année d'adaptation avant l'application des articles de la loi portant sur la langue d'enseignement: ils n'entreront en vigueur qu'au cours de l'année scolaire 1975-1976. Cette année de flottement envenimera la situation.
Durant les deux courtes années de son application, la loi 22 a été minée par deux principaux problèmes dans le secteur de la langue d'enseignement: 
1. La non-obéissance à la loi de la part de certaines écoles anglaises et de certains parents allophones.
2. Ceci expliquant en partie cela, la confusion et l'arbitraire dans la définition et l'évaluation du critère de la « connaissance suffisante » de l'anglais, qui sont interprétés de manière largement différente d'une commission scolaire à une autre.

#### Le Consiglio Educativo Italo-Canadese
Ce qu'on peut appeler des réseaux de résistance clandestine à la loi s'organisent instantanément, en particulier dans la communauté italienne. À l'automne 1974, le Consiglio Educativo Italo-Canadese (le « Conseil éducatif italo-canadien », dorénavant: « le Consiglio »), présidé par Angelo Montini, est créé dans le but déclaré d'aider les parents italiens à envoyer leurs enfants à l'école anglaise en échappant pour ainsi dire au chapitre V de la loi 22 (dont l'esprit était pourtant l'intégration des allophones à la majorité francophone). Le Consiglio organise, tous les samedis matins, des « classes clandestines » destinées à faire réussir les tests d'anglais du ministère aux élèves italiens. Quelque 1 500 élèves italiens passeront par ces classes. « En fin de compte », écrivent Donat Taddeo et Raymond Taras, « ce laps de temps [entre l'adoption de la loi et l'entrée en vigueur du chapitre V] permit au Consiglio de mettre sur pied et d'administrer ses classes clandestines afin de préparer les enfants aux tests, ce qui équivalait à une remise en cause pure et simple de la raison d'être de la loi. »
À l'automne 1975, le règlement 15, relatif à la « connaissance suffisante » de l'anglais, devient applicable. La CÉCM décide alors d'ajouter à son formulaire d'inscription une série de questions destinées à déterminer quels élèves diriger vers son secteur anglais. On demande entre autres quelle est la langue maternelle et la langue d'usage à la maison. Dans une circulaire, le Consiglio encourage les parents à venir le consulter afin de savoir « comment remplir le formulaire ». Il encourage en fait les parents à falsifier la langue maternelle de leurs enfants. En effet, la CÉCM constate, entre 1974 et 1975, un gain subit de 4438 « anglophones » : soit un passage, en un an, d'un pourcentage de 16.3 % à 27.8 % d'anglophones dans sa population étudiante! Comme l'écrivent Taddeo et Taras, « Ironiquement, une loi qui devait d'abord promouvoir l'intégration de ces communautés [allophones] dans le secteur français les conduisait, au contraire, à s'identifier à la minorité de langue anglaise,»

#### Les «illégaux»
Le secteur anglais de la CÉCM, ainsi que les écoles de la CEPGM (Commissions des écoles protestantes du grand Montréal) prennent à ce moment l'habitude d'accepter des « élèves illégaux », soient des élèves qui ne satisfont pas le critère de la « connaissance suffisante ». Si la CÉCM applique la loi avec l'article 15 des règlements (sur la « connaissance suffisante ») en faisant passer des entrevues aux appliquants, la CEPGM ne fait pour sa part aucune vérification, se contentant qu'il soit inscrit, sur les formulaires d'inscription, que l'anglais est « la langue maternelle ou la langue parlée habituellement à la maison. » 
En 1975-1976, sur les 1 038 élèves refusés au secteur anglais de la CÉCM, seuls 353, qui en provenaient d'ailleurs, s'inscrivirent au secteur français. Les 619 autres ne s'y inscrivirent jamais: c'est-à-dire que les parents allophones préférèrent, au lieu de l'école française, soit les garder à la maison (s'ils fréquentaient la maternelle), soit les inscrivirent quand même au secteur anglais ou dans une école de la CEPGM, où ils furent intégrés au mépris de la loi. « La plupart des enfants », écrivent Taddeo et Taras, « des communautés ethniques qui avaient échoué aux tests restèrent à la maison ou fréquentèrent illégalement les écoles anglaises. » En 1976, ce seront 900 élèves non-admissibles qui fréquenteront 38 écoles anglaises. Cette politique des « portes ouvertes » des écoles anglaises avait d'ailleurs été publicisée aux parents italiens par le Consiglio, qui leur présentait bien franchement la désobéissance civile comme une alternative.
La complicité de certains dirigeants et enseignants du secteur anglais met les commissaires de la CÉCM mal à leur aise. À l'automne, ils tentent de rappeler ceux-ci à l'ordre. « La CÉCM », déclarent-ils, « a l'intention de faire respecter la loi et ne peut admettre que des enfants qui n'ont pas obtenu l'autorisation de s'inscrire à l'école anglaise soient reçus dans les écoles anglaises ».
Mais l'appel n'est pas entendu et la situation perdurera pendant une décennie, jusqu'à ce que le gouvernement Bourassa déclare une amnistie pour les « illégaux », à qui on accordera le droit officiel, après fait accompli, de fréquenter l'école anglaise. Ce fut l'objet de la loi 58, sanctionnée le 19 juin 1986.

#### L'affaire de la Commission régionale Jérôme-Le Royer
Les critères d'admissibilité à l'école anglaise varient drastiquement en fonction de l'idéologie politique dominante dans une Commission scolaire donnée. La CEPGM accepte n'importe qui sur simple déclaration de « compétence linguistique ». La CÉCM fait passer une entrevue, mais accepte des dispenses qui ne sont pas prévues dans la loi (les élèves ayant fréquenté l'école anglaise l'année précédente, ou ayant un frère et une sœur dans l'école anglaise sont admis); si elle ne déclare pas admissibles toutes les demandes pour l'école anglaise, elle en reconnaît 76 % en 1976 et accepte quand même dans son secteur anglais, illégalement, la plupart de ceux qu'elle a elle-même déclarés « non-admissibles.» L'incohérence règne.
La philosophie est totalement différente à la Commission scolaire régionale Jérôme-Le Royer, dont le secteur anglais est composé à 80 % d'élèves italiens. Là, la préférence « unilinguiste » de certains commissaires transparaît: ainsi, en contradiction avec la loi, le Commission refuse de faire passer des tests de « connaissance suffisante » aux élèves inscrits dans les classes maternelles de son secteur français. Qui plus est, elle applique rigoureusement l'article 40 du chapitre V qui contingente les nouvelles inscriptions aux classes anglaises. Selon le paragraphe 3 de l'article 40, en effet, une commission scolaire ne peut pas « commencer ou accroître x un enseignement anglais pour des élèves dont l'anglais n'est pas la langue maternelle, sauf sur avis favorable du ministre. Dans les écoles en décroissance démographique, cet article est sans application et le problème ne se pose pas; mais les écoles de la Commission Jérôme-Le Royer sont en croissance et l'article devient applicable. Les commissaires ne s'en privent pas. C'est ainsi qu'au mois d'août 1975, 400 parents dont les élèves avaient réussi les tests de « connaissance suffisante » sont avisés au dernier moment que leurs enfants seront néanmoins obligés de fréquenter le secteur français.
Ces contradictions engendrent une levée de boucliers. La station de radio anglophone CFCF, avec l'animateur John Robertson à sa tête, organise une pétition contre la loi 22. 600 000 personnes finiront par la signer. La presse anglophone décrie une loi « inéquitable » qui détermine l'accès à l'école anglaise par l'arbitraire du lieu de résidence des élèves (et donc de la Commission scolaire qui y a juridiction). La presse francophone décrie une loi « tarabiscotée » en réclamant toutefois non pas le retour au « libre-choix », mais des mesures plus restrictives.
L'affaire meurt finalement au feuilleton quand le Consiglio révèle, après analyse des données, que la « croissance » du secteur primaire anglais est en réalité un artifice statistique relié au fait que la Commission Le Royer a refusé, l'année précédente, d'ouvrir des classes maternelles anglaises qu'elle aurait dû ouvrir. Il n'y aurait donc pas véritablement croissance du secteur anglais et l'article 40 ne s'appliquerait pas. Robert Bourassa, qui commence à sentir la soupe chaude, désavoue son ministre de l'éducation Robert Choquette qui appuie la position des commissaires et accepte l'argumentaire du Consiglio: 350 des élèves refusés par Le Royer pourront finalement rejoindre les classes anglaises. Choquette démissionne et est remplacé par Raymond Garneau, qui sera lui-même rapidement remplacé par Jean Bienvenue. Sous la loi 22, le poste de ministre de l'Éducation est devenu une patate chaude.

#### La contestation de la validité des tests de «connaissance suffisante»
La confusion et l'arbitraire dans l'application, d'une Commission scolaire à une autre, du critère de la « connaissance suffisante » pousse le gouvernement libéral à centraliser toute l'opération pour l'année 1976-1977. Cependant, en n'éliminant pas certains défauts de base de la loi, cette centralisation n'atteindra pas son but.
Le ministre de l'Éducation Jean Bienvenue émet un communiqué le 23 février 1976, où il annonce que le ministère, dorénavant, étudiera les formulaires de tous les nouveaux inscrits à l'école anglaise; qu'il fera passer des tests linguistiques, uniformisés à l'échelle de la province, quand il le jugera nécessaire; et qu'il définira deux paliers, « fort » et « faible ». Les élèves ayant des notes équivalentes ou supérieures au palier « fort » seront admissibles à l'école anglaise, si leur district scolaire n'est pas concerné par l'article 40 du chapitre V; ceux ayant des notes équivalentes ou inférieures au palier « faible » seront inadmissibles, tandis que le sort des élèves entre les deux paliers (ceux situés dans ce qu'on appellera la « zone grise ») sera laissé à la discrétion des Commissions scolaires.
Ces nouvelles directives ne régleront pas le problème. Le CEPGM passe complètement outre et en contravention de la loi, continue d'accepter toutes les demandes au secteur anglais sur foi du formulaire d'inscription, sans imposer de tests.
La CÉCM reçoit 2865 nouvelles demandes pour l'année 1976-1977: sur ce nombre, elle considère, après entrevues, que 2 413 enfants sont admissibles à l'école anglaise. Mais le ministère de l'Éducation, suivant sa directive, décide de soumettre ces nouveaux inscrits à ses tests de « connaissance suffisante » (en excluant ceux dont la langue maternelle est l'anglais ou qui ont fréquenté l'école anglaise l'année précédente): surprise, le taux d'échec oscille entre 45 % et 50 %. Des 2 413 élèves considérés admissibles par la CÉCM, le ministère n'en accepte que 499. Sur les élèves italiens ayant passé les entrevues de la CÉCM (80 % du total), seuls 20 % sont estimés posséder une « connaissance suffisante » de l'anglais par le ministère. Après une réunion houleuse des commissaires de la CÉCM, où les motifs politiques emportent la décision, il est décidé d'intégrer les 1914 autres au secteur français.
Quant à elle, suivant une philosophie symétriquement opposée à celle de la CEPGM, la Commission scolaire Jérôme-Le Royer décide d'intégrer toutes ses « zones grises » dans son secteur français.
Loin d'apporter de l'ordre, la directive du ministre Bienvenue précipite le chaos: encore une fois, le lieu de résidence déterminait en grande partie l'accessibilité à l'école anglaise. Cet arbitraire en choque plusieurs. Le Consiglio se donne donc pour mission de contester la valeur des tests imposés par le ministère, qui place en « zone grise » ou même dans la zone des non-admissibles des élèves (en particulier italiens) dont il estime pour sa part le niveau d'anglais amplement « suffisant ». Il décide donc d'administrer à ces élèves son propre test, un test Peabody dont la validité scientifique est bien mieux établie que ceux du ministère, via ses classes clandestines du samedi matin. 1 500 enfants passent le test. Or, renversement de situation : le taux d'échec se situe entre 10 et 15 %. Fort de ces résultats, le Consiglio conteste la décision récente de la CÉCM d'envoyer ses « zones grises » en secteur français : sa présidente, Thérèse Lavoie-Roux, accepte les arguments du Consiglio et décide de les faire passer plutôt au secteur anglais.
Encouragé par cette volte-face de la CÉCM, le Consiglio part en croisade contre le chapitre V de la loi 22, qu'il veut purement et simplement abolir. La seule solution acceptable, de son point de vue, est l'uniformité dans l'application de la loi: tous les nouveaux immigrants doivent aller à l'école française, tandis qu'il faut reconnaître que ceux qui sont déjà au Québec, ainsi que leur descendance, ont des droits acquis sur l'école anglaise.
C'est dans cette optique que le Consiglio fait analyser par des experts en la matière les tests imposés par le ministère. Les résultats de l'analyse sont désastreux pour le ministère: il s'avère que les candidats relégués dans la « zone grise » (ceux qui ont obtenu entre 45 % et 59 %) le sont non pas en fonction de leurs résultats exacts au test, mais après une normalisation des résultats globaux. De la sorte, un élève ayant reçu 42 bonnes réponses sur 49, et qui aurait donc dû avoir 87 %, pouvait se retrouver après « normalisation » avec une note de 55 % - et donc en « zone grise ». Un élève ayant eu un résultat réel plus que « suffisant » au test pouvait néanmoins, par cette méthode, se voir déclaré inadmissible à l'école anglaise.
Pour le Consiglio, il n'y a pas de doutes: les tests de « connaissance suffisante » du ministère n'ont aucune crédibilité, ni aucune légitimité. Il demande l'appui des clergés italiens et anglophones, qui le lui donnent, dans son combat contre le chapitre V.
L'appui porte: dans une lettre adressée personnellement au Consiglio, Robert Bourassa lui-même, geste rare, défend la validité des tests et la position de son ministre de l'éducation. Il écarte la proposition du Consiglio - l'école française pour tous les nouveaux immigrants, le libre-choix pour les autres - et déclare son intention de soumettre la question à l'arbitrage du Protecteur du citoyen. C'est une manœuvre politique. En réalité, il veut gagner du temps: il sait qu'il va déclencher des élections précipitées le 15 novembre 1976, dans l'espoir de remettre le couvercle sur la marmite linguistique.

### Les élections de 1976
Le 18 octobre 1976, la campagne électorale est lancée. Dans l'espoir de se rallier les anglophones et les allophones mécontents de la loi 22, Bourassa organise une conférence de presse, présidée par le ministre Bienvenue. La méthode d'application des tests sera, assure-t-on, révisée et en attendant, tous les élèves ayant des frères ou des sœurs à l'école anglaise y seront admissibles. Par ailleurs, l'anglais langue seconde sera enseigné le plus tôt possible dans les écoles françaises. Cette annonce ne satisfait personne. Tandis que les francophones y voient un recul de principe, le Consiglio n'y voit que « mensonges et promesses électorales ».
L'élection porte largement sur la loi 22. Bourassa pensait avoir fait un bon calcul politique et contenter aussi bien les francophones que les anglophones et les allophones: il abrogeait la loi 63 et prenait des mesures pour franciser les entreprises, ce qui, pensait-il, damait le pion au Parti québécois; mais de l'autre côté, il n'abolissait pas le libre-choix de la langue d'enseignement, ce qui, croyait-il, satisferait les anglophones et les allophones. Il se trompait: le mécontentement surgissait de tous les côtés. Le 15 novembre, jour de l'élection, les francophones votent massivement pour le Parti québécois, qui est élu par 41 % des voix. Quant aux anglophones et aux allophones, dont plusieurs étaient déterminés à se venger du Parti libéral, ils le désertent pour la première fois (il ne récolta que 38 % des voix) et votent en grand nombre pour l'Alliance démocratique ou encore pour l'Union nationale, deux partis qui avaient promis d'abroger la loi 22.
Ce vote « punitif » fit perdre le pouvoir au Parti libéral mais eut aussi comme conséquence paradoxale, du moins pour les intérêts anglophones et allophones, de porter par la bande le Parti québécois au pouvoir. Lequel allait sans tarder, l'année suivante, imposer une loi linguistique (la loi 101) autrement contraignante que la loi 22. « En 1976, écrit Marc Levine, les anglophones punirent Bourassa d'avoir imposé la loi 22 et exprimèrent la profondeur de leur mécontentement devant les changements apportés au paysage linguistique de Montréal. Mais la satisfaction d'avoir défait Bourassa fut de courte durée, car le vainqueur fut nul autre que le Parti québécois qui remporta une victoire éclatante. En fin de compte, le résultat sera une nouvelle politique linguistique plus radicale qui non seulement effacera les derniers vestiges du régime linguistique consensuel à Montréal, mais qui exercera son action sur les institutions anglophones, à tel point que certains anglophones regretteront... la loi 22.»

## Bilan et retombées
La loi 22 avait, du point de vue des intérêts de la langue française, d'indéniables vertus: elle proclamait pour la première fois le français « langue officielle du Québec », symbole très fort. Elle réglementait l'usage du français dans une large série de secteurs de la vie sociale (administration, affaires, langue du travail). Elle soumettait l'accès des immigrants à l'école anglaise à des conditions, ce qui était un « progrès » (du point de vue francophone) par rapport à la loi 63. Mais les ratés du chapitre V portant sur la langue d'enseignement la firent dérailler.
Le refus de trancher clairement sur la question de savoir qui avait ou n'avait pas le « droit » de fréquenter l'école anglaise mena à deux années de chaos social. Les parents allophones étaient confus et se sentaient frustrés; les anglophones dont on remettait sérieusement en question pour la première fois la dominance linguistique étaient dans un « état de choc collectif, attisant les tensions en comparant sans discernement le Québec des années soixante-dix à l'Allemagne nazie ».
Et tout cela sans que la loi ne parvienne à changer substantiellement la dynamique linguistique défavorable au français dans le monde scolaire, c'est-à-dire sans même contenter la partie francophone de la population québécoise. Sous le court règne de la loi 22, le français poursuivit son déclin et l'anglais son ascension sur l'île de Montréal. Si, en 1976-1977, il y avait deux fois plus d'allophones inscrits à l'école française à Montréal qu'en 1973-1974, soit 22,3 % d'entre eux, en termes absolus les inscriptions continuaient à baisser beaucoup plus rapidement dans le secteur francophone (une baisse de 11,5 % entre 1974 et 1977) que dans le secteur anglophone (baisse de 7,8 % entre 1974 et 1977). La part proportionnelle du secteur anglais s'accrut donc entre 1974 et 1977, passant de 40,3 % à 41,2 %. À ce rythme, calculait-t-on, en 1985 43,3 % de la population scolaire de Montréal fréquenterait l'école anglophone. Sur le chapitre de la langue d'enseignement, dans la mesure où son objectif était bien de renverser la tendance à l'anglicisation des immigrants par l'école, la loi 22 était un échec cuisant: non seulement n'atteignait-elle pas son objectif, elle mécontentait tous les groupes linguistiques de la société québécoise.
Le Conseil supérieur de l'éducation lui-même avait pourtant, à la veille de l'adoption de la loi 22, lancé un avertissement très clair à Robert Bourassa: « L'utilisation des tests comme critères d'admissibilité à l'enseignement en anglais est une solution pédagogique incertaine à un problème d'ordre social et politique». On peut dire en ce sens que la courte existence de la loi 22 aura constitué un moment d'épiphanie pour les pouvoirs publics, qui auront, sous le Parti québécois, compris la nécessité de légiférer clairement et nettement l'accès à l'école anglaise.
Selon la linguiste Denise Daoust, l'esprit des lois linguistiques« au Québec se caractériserait par un développement étapiste, qui peut être résumé ainsi: a) tout d'abord, de loi en loi, la valorisation sociale du français gagne en importance; b) de lois qui, au début, favorisent le bilinguisme, on passe ensuite à des lois d'esprit plus « unilinguiste »; c) enfin, de lois incitatives, on passe à des lois plus coercitives. En ce sens, la loi 22 se situe au milieu d'un processus historique de clarification et de durcissement de la politique linguistique au Québec, la loi 63 votée en 1969 en constituant le début et la loi 101 votée en 1977, la fin.